# وات برا كايو
وات برا كايو(ملاحظة 1) هو معبد بوذي (وات) في بانكوك عاصمة تايلند؛ وهو يعد من أكثرها قداسة عند البوذيين. يحوي المعبد على تمثال بوذا الزمردي [الإنجليزية] ذي الأهمية الدينية والاعتبارية للمجتمع التايلندي.

## هوامش
- ملاحظة 1 باللغة التايلندية: วัดพระแก้ว؛ ووفق النظام العام التايلندي الملكي للنقل الصوتي: Wat Phra Kaeo وحسب الألفبائية الصوتية الدولية: wát pʰráʔ kɛ̂ːw